# Pat Sanders
Pat Sanders – kanadyjska curlerka, mistrzyni świata z 1987 i mistrzyni świata seniorek z 2009.
Sanders pierwsze sukcesy odnosiła w rywalizacji mikstów. Czterokrotnie wygrywała mistrzostwa Kolumbii Brytyjskiej – w latach 1981, 1983, 1985, 1989. W 1985 wygrała mistrzostwa Kanady. W zespołach mieszanych Sanders zawsze grała na pozycji trzeciej.
W konkurencji kobiet Pat Sanders trzykrotnie reprezentowała swoją prowincję na Tournament of Hearts, raz zagrała jako Team Canada. Pierwszy raz wygrała rozgrywki prowincjonalne w 1987 – w finale pokonała zespół Lindy Moore. Kolumbia Brytyjska z 2. miejsca w Round Robin awansowała do fazy play-off. W finale Sanders pokonała 9:3 Manitobę (Kathie Ellwood) i zapewniła sobie wyjazd na Mistrzostwa Świata 1987. Na zawodach w Chicago Kanadyjki pewnie przeszły do fazy finałowej, w półfinale pokonały Szwajcarki (Marianne Flotron) 5:4. Po raz 4. z rzędu Kanada zdobyła tytuł mistrzyń świata w  finale pokonując wysoko (12:4) Niemki (Andrea Schöpp).
Rok później Sanders jako obrończyni tytułu w mistrzostwach kraju grała jako Team Canada. Zespół z Victorii po fazie grupowej bezpośrednio awansował do finału. Ostatni mecz zawodów Sanders przegrała 4:5 na korzyść reprezentacji Ontario (Heather Houston). W 1989 Pat Sanders grała jako trzecia w drużynie Julie Sutton, razem z tą ekipą ponownie wystąpiła na Scott Tournament of Hearts. Kolumbia Brytyjska odpadła w meczach barażowych.
Po 10 latach Sanders z nową drużyną udało się przebrnąć przez zawody prowincjonalne. Kolumbia Brytyjska zakończyła jednak Scott Tournament of Hearts 1999 z bilansem 3 wygranych i 8 porażek, została sklasyfikowana na przedostatnim 11. miejscu.
W latach późniejszych Sanders zaczęła rywalizację wśród seniorek. Wygrała mistrzostwa Kolumbii Brytyjskiej w 2008 jako skip i w 2010 jako druga u Christine Jurgensen. W latach 2006 i 2007 zajmowała 2. miejsca. Zespoły Sanders wygrały Canadian Senior Curling Championships, zarówno w 2008 jak i w 2010. Uzyskanie tytułu mistrza kraju upoważnia do reprezentowania Kanady w mistrzostwach świata seniorów rok później.
Sanders bez żadnej porażki zdobyła tytuł mistrzyni świata seniorów 2009, w finale pokonała 10:1 Szwajcarię (Renate Nedkoff). Sanders wystąpi na MŚS 2011.
W 1996 zespół Pat Sanders z 1987 został włączony do BC Sports Hall of Fame and Museum.

## Drużyna
|           | Czwarta             | Trzecia            | Druga               | Otwierająca         |
| --------- | ------------------- | ------------------ | ------------------- | ------------------- |
| 2009/2011 | Christine Jurgenson | Cheryl Noble       | Pat Sanders         | Roselyn Craig       |
| 2006/2009 | Pat Sanders         | Cheryl Noble       | Roselyn Craig       | Christine Jurgenson |
| 2005/2006 | Pat Sanders         | Roselyn Craig      | Debbie Jones-Walker | Christine Jurgenson |
| 1998/1999 | Pat Sanders         | Michelle Harding   | Cindy Tucker        | Denise Byers        |
| 1988/1989 | Julie Sutton        | Pat Sanders        | Georgina Hawkes     | Melissa Soligo      |
| 1987/1988 | Pat Sanders         | Louise Herlinveaux | Georgina Hawkes     | Deb Massullo        |
| 1986/1987 | Pat Sanders         | Georgina Hawkes    | Louise Herlinveaux  | Deb Massullo        |

### Miksty
| [ 1 ]     | Czwarty/-a      | Trzeci/-a   | Drugi/-a       | Otwierający/-a     |
| --------- | --------------- | ----------- | -------------- | ------------------ |
| 1988/1989 | Steve Skillings | Pat Sanders | Al Carlson     | Georgina Hawkes    |
| 1986/1987 | Steve Skillings | Pat Sanders | Al Carlson     | Louise Herlinveaux |
| 1982/1983 | Steve Skillings | Pat Sanders | Al Carlson     | Lea Cooke          |
| 1980/1981 | Don Nemeth      | Pat Sanders | Lowell Goulden | Lana Lacheur       |

## Wielki Szlem
| Turniej                | 2006/2007 |
| ---------------------- | --------- |
| Autumn Gold            | A         |
| Manitoba Lotteries     | A         |
| Wayden Transportation  | x         |
| Players’ Championships | A         |

| —  | = turniej nie odbył się                     |
| A  | = nie uczestniczyła                         |
| x  | = nie zakwalifikowała się do fazy finałowej |
| QF | = ćwierćfinał                               |
| SF | = półfinał                                  |
| F  | = finał                                     |
| W  | = zwycięstwo                                |